# ليتربوكسينق (في التصوير)

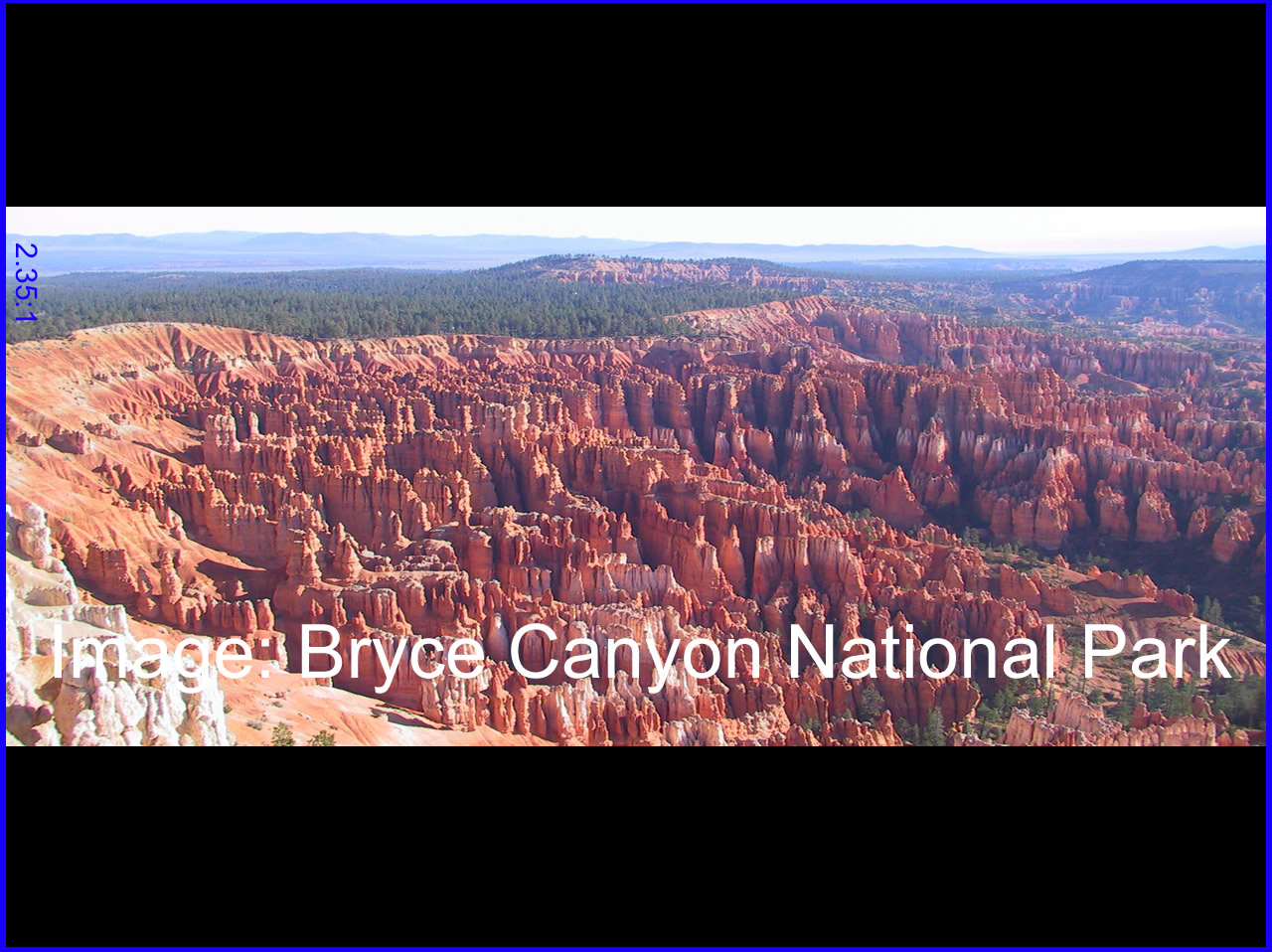
صورة لشاشة عريضة بمقاس 2.35:1 على شكل ليتربوكس في شاشة 1.33:1

ليتربوكسينق هي عملية نقل فيلم تم تصويره مسبقاً بنسبة العرض إلى الارتفاع للشاشة العريضة إلى تنسيقات الفيديو ذات العرض القياسي مع الحفاظ على نسبة العرض إلى الارتفاع الأصلية للفيلم. وتحتوي صورة الفيديو الناتجة على الحاجب (مثل الاشرطة السوداء) فوقها وأسفلها؛ هذه الأجزاء الغير دقيقة هي جزء من كل إطار لإشارة الفيديو. تحدد LBX أو LTBX اختصارات الأفلام والصور المنسقة على هذا النحو.

## علم أصول الكلمات
يشير المصطلح إلى شكل صندوق البريد ، وهو فتحة في حائط أو باب يتم من خلاله تسليم البريد، كونه مستطيل الشكل وأعرض من ارتفاعه.

## الأستخدام المبكر للفيديو في المنزل
ظهر أول استخدام لـليتربوكسينق في فيديو المستهلك مع تنسيق قرص الفيديو RCA Capacitance Electronic Disc (CED). في البداية، اقتصر تنسيق ليتربوكسينق على عدة امور رئيسية للفيلم مثل بدايات ونهايات الاعتمادات، ولكن تم استخدامه لاحقًا لأفلام كاملة. كان إصدار أماركورد في عام 1984 هو أول إصدار سي دي يُستخدم فيه الليتربوكسينق بشكل كامل، وتبعه العديد من الإصدارات الأخرى بما في ذلك فلم الوداع الطويل و مونتي بايثون والكأس المقدسة و ملك القلوب. يحتوي كل قرص على ملصق يشير إلى استخدام «تقنية إتقان الشاشة العريضة المبتكرة من RCA.» 

## في السينما والفيديو المنزلي
مصطلح «سمايل بوكس» هو علامة تجارية مسجلة  تستخدم لوصف نوع من تنسيق اللتربوكسينق لأفلام سينيراما، مثل إصدار البلو-راي في فيلم كيف غلب الغرب . تم إنتاج الصورة بتقنية الرسم ثلاثية الأبعاد لتقريب الشاشة المنحنية.

## في التلفاز
يسمح البث الرقمي بنقل تنسيق الشاشة العريضة 1:78.1 (16:9) دون فقدان الدقة، وبالتالي فإن الشاشة العريضة هي المعيار المناسب التليفزيوني. تبث معظم القنوات التلفزيونية في أوروبا برامج ذات تعريف قياسي في 16:9 ، بينما في الولايات المتحدة، يتم تصغير حجمها إلى لليتربوكسينق. عند استخدام تلفزيون 4:3، من الممكن عرض مثل هذه البرامج إما بتنسيق الليتربوكسينق أو بتنسيق 4:3 للقطع المركزي (حيث يتم فقد حواف الصورة).
غالبًا ما يتم بث نسبة التوافق 14:9 في الليتربوكسيد في عمليات الإرسال المماثلة في البلدان الأوروبية مما يسبب الانتقال من 4:3 إلى 16:9. وبالإضافة إلى ذلك، شهدت السنوات الأخيرة زيادة «وهمية» 2.35:1 لليتروبوكس حواف سوداء على شاشات التلفزيون لإعطاء انطباع فيلم السينما، غالبا ما نراها في الاعلانات، والافلام القصير ة أو البرامج التلفزيونية مثل توب جير.
تستخدم أنظمة التلفزيون عالية الدقة (اتش دي تي في) شاشات الفيديو مع نسبة عرض إلى ارتفاع أكبر من أجهزة التلفزيون القديمة، مما يسهل عرض الأفلام ذات الشاشات العريضة بدقة. بالإضافة إلى الأفلام التي يتم إنتاجها للسينما، يتم إنتاج بعض البرامج التلفزيونية بدقة عالية وبالتالي تستخدم ايضاً لشاشة العريضة.
في جهاز التلفاز ذو الشاشة العريضة، تملأ صورة 1.78:1 الشاشة؛ ومع ذلك، فإن الأفلام ذات نسبة العرض إلى الارتفاع 2.39:1 تكون بحجم الليتربوكس مع حواف سوداء ضيقة. نظرًا لأن نسبة العرض إلى الارتفاع 1.85:1 لا تتطابق مع نسبة العرض إلى الارتفاع 1.78:1 (16:9) لأقراص الدي في دي ذات الشاشة العريضة والفيديو عالي الدقة، يحدث تنسيق ليتر بوكسينق بسيط. عادة، يتم التخلص من الحواف السوداء في الفيلم 1.85:1 لمطابقة نسبة العرض إلى الارتفاع 1.78:1 في نقل صورة الدي في دي والأتش دي.
ليس بالضرورة أن تكون حواف الليتربوكس باللون الأسود. استخدمت شركة آي بي إم الألوان الزرقاء للعديد من إعلاناتها التليفزيونية، والصفراء في إعلانات لوتس «أنا سوبرمان»، واللون الأخضر في الإعلانات حول الكفاءة والاستدامة البيئية. تظهر الاستخدامات الأخرى للون الحاجب في إعلانات مثل أولستايت واليف وكوداك وغيرها، وفي مقاطع الفيديو الموسيقية مثل البوم زميل اللعب لهذا العام لـZebrahead. في حالات أخرى، تكون الرسوم المتحركة غير متجانسة، كما هو الحال في الفيديو الموسيقي لـ «لن اتوقف ابداً (ذا ريد ريد كروفي)»، وحتى محاكاة ساخرة مثل المشهد الأخير لمقطع الفيديو الموسيقي Crazy Frog Axel F الذي يطل فيه Crazy Frog على الصورة غير اللامعة على الحافة السفلية من الشاشة مع تداخل جزء من يديه مع اللون المطفي. مثل كسر حدود لوحة الرسوم الهزلية، فهو شكل من أشكال كسر الجدار الرابع.
يوضح الجدول أدناه خطوط التلفزيون التي ستحتوي على معلومات الصورة عند عرض صور الليتربوكس على شاشات 4:3 أو 16:9.
| نسبة العرض إلى الارتفاع على الشاشة 4:3 | نظام 525 خط | نظام 525 خط | نظام 625 خط | نظام 625 خط |  | نسبة العرض إلى الارتفاع على الشاشة 16:9 | نظام 525 خط | نظام 525 خط | نظام 625 خط | نظام 625 خط | نظام خط 1080 اتش دي | نظام خط 1080 اتش دي |
| -------------------------------------- | ----------- | ----------- | ----------- | ----------- |  | --------------------------------------- | ----------- | ----------- | ----------- | ----------- | ------------------- | ------------------- |
| ملء الشاشة (1.33:1)                    | 21-263      | 284-525     | 23 - 310    | 336-623     |  | -                                       | -           | -           | -           | -           | -                   | -                   |
| 14: 9 (1.56:1)                         | 40-245      | 302-508     | 44-289      | 357-602     |  | -                                       | -           | -           | -           | -           | -                   | -                   |
| 16: 9 (1.78:1)                         | 52-232      | 315 -495    | 59 -282     | 372-587     |  | شاشة كاملة (1.78:1)                     | 21-263      | 284-525     | 23 -310     | 336-623     | 21-560              | 584 -1123           |
| 1.85:1                                 | 56 -229     | 320 -491    | 64-270      | 376-582     |  | 1.85:1                                  | 26-257      | 289-520     | 29-304      | 342-617     | 31-549              | 594-1112            |
| 2.35:1                                 | 73 - 209    | 336-472     | 85 - 248    | 398-561     |  | 2.35:1                                  | 50 -231     | 313 -495    | 58–275      | 371-588     | 86-494              | 649-1057            |

## بيلر بوكسينق وويندو بوكسينق

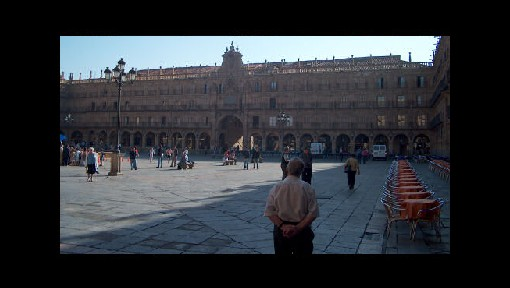
صورة بإستخدام الويندو بوكس

بيلربوكسينق (عكس الليتربوكسينق) وهو عرض صورة داخل إطار صورة أوسع عن طريق إضافة حواجب جانبية (أشرطة عمودية على الجانبين)؛ على سبيل المثال، تحتوي صورة 1.33:1 على لمسات جانبية عند عرضها على شاشة تلفزيون بنسبة عرض إلى ارتفاع تبلغ 9:16.
أحد البدائل لـلبيلربوكسينق هو «الإمالة والمسح» (عكس المسح والفحص الضوئي)، مما يؤدي إلى وضع حواجب على الصورة التليفزيونية الأصلية 1.33:1 أفقيًا إلى نسبة العرض إلى الارتفاع 1.78:1، والتي قد تقطع في أي لحظة جزءًا من الجزء العلوي أو السفلي من الإطار، ومن هنا جاءت الحاجة إلى عنصر «الإمالة». الإمالة هي حركة الكاميرا التي تميل فيها الكاميرا لأعلى أو لأسفل.
يحدث الويندوبوكسينق عندما تظهر الصورة في منتصف شاشة التلفزيون، مع وجود مساحة فارغة على جميع الجوانب الأربعة للصورة،  مثلاُ عندما تكون صورة الشاشة العريضة التي تم تحويلها مسبقًا إلى ليتربوكس لتلائم 1.33:1 يتم وضعها في شكل عمودي لتلائم 16:9. ويسمى أيضًا عرض «ماتش بوكس» و «قاتربوكس» و «بوستيج ستامب». يحدث هذا في إصدارات الدي في دي لأفلام ستار تريك على التلفاز 4:3 عندما تعرض الأفلام الوثائقية ذات الشاشة العريضة لقطات من المسلسل التلفزيوني الأصلي. ويمكن رؤيته أيضًا في صائد التمساح: المسار اتصادمي ، الذي يعرض مربعًا عموديًا للشاشة العريضة مع مشاهد 1.85:1 في إطار 2.40:1 يتم تحويله لاحقًا إلى ليتر بوكس. من الشائع رؤية الإعلانات التجارية باستخدام الويندوبوكس على شبكات التلفزيون عالية الدقة، لأن العديد من الإعلانات التجارية يتم تصويرها في 16:9 ولكن يتم توزيعها على الشبكات في SD ، بتنسيق الليتربوكس لتناسب 1.33:1.
تتميز العديد من أجهزة الكمبيوتر المنزلية ذات 8 بتات في 1980 بوضع ميزة القتربوكسينق، لأن شاشات التلفزيون المستخدمة عادةً كشاشات في ذلك الوقت تميل إلى تشويه الصورة بالقرب من حدود الشاشة لدرجة أن النص المعروض في تلك المنطقة يصبح غير مقروء. علاوة على ذلك، نظرًا لطبيعة الفيديو التليفزيوني التي تم مسحها بشكل زائد عن الحد، فقد اختلفت الحواف الدقيقة للمنطقة المرئية للشاشة من جهاز تلفزيون إلى جهاز تلفزيون، لذلك قد تكون الأحرف بالقرب من الحد المتوقع لمنطقة الشاشة النشطة خلف الإطار أو خارج حافة الشاشة. تميزت كومودور 64 و VIC-20 وكومودور 128 (في وضع 40 اسلوب) بتمزيق ملون لإطار النص الرئيسي، في حين أن عائلة أتاري 8- بت تتميز بنافذة نصية زرقاء بحدود سوداء. كان مشغل العرض الأصلي من نوع أي بي ام بي سي سي جي اي هو نفسه، كما أن مهايئ MDA أحادي اللون، وهو سابق CGA ، بالإضافة إلى EGA و VGA اللاحقين، يتميز أيضًا بخاصية القتربوكسينق؛ يسمى هذا أيضًا بالفيديو غير الممغنط. سجلت كاميرا الفيديو فيشر برايس PXL-2000 في أواخر الثمانينيات صورة إطار نافذة للتعويض جزئيًا عن الدقة المنخفضة.
من حين لآخر، يتم وضع إطار للصورة عمدًا للحصول على تأثير أسلوبي؛ على سبيل المثال، يشير التسلسل الوثائقي لفيلم Rent إلى كاميرا ذات تنسيق أقدم تمثل نسبة العرض إلى الارتفاع 4:3، والتسلسل الافتتاحي لفيلم أوليفر ستون جي اف كي يتميز ببوكسينق عمود لتمثيل حقبة الستينيات 4:3 للقطات تلفزيونية. يستخدم فيلم Sneakers تأثير الويندو بوكسينق في مشهد ما من أجل التأثير الدرامي.

## روابط خارجية
- صفحة الدعوة على الشاشة العريضة وصندوق الرسائل